# András Takács
András Takács (* 3. Juli 1945 in Budapest; † 12. Mai 2015 ebenda) war ein ungarischer Radrennfahrer und nationaler Meister im Radsport.

## Sportliche Laufbahn
Takács nahm dreimal an den Olympischen Sommerspielen teil. 1968 in Mexiko-Stadt wurde er 58. im Straßenrennen und 17. im Mannschaftszeitfahren, 1972 in München belegte er den 23. Platz im Einzelrennen, der ungarische Vierer kam im Mannschaftszeitfahren auf den 7. Platz. 1980 in Moskau kam er im Straßenrennen als 28. ins Ziel. Mit der Mannschaft wurde er 17.
1966 hatte er einen ersten internationalen Erfolg mit dem Gewinn der Freundschaftstour von Polen in die Tschechoslowakei. Er fuhr die Internationale Friedensfahrt viermal, der 19. Rang 1972 war sein bestes Ergebnis in der Gesamteinzelwertung. 1972 gewann er die Auftaktetappe, die als Prolog ausgetragen wurde.
1969 gewann er vor Karl-Heinz Miersch mit dem Mecsek-Cup ein international stark besetztes Etappenrennen in Ungarn, 1970, 1971 und 1977 war er ebenfalls in der Rundfahrt erfolgreich. 1975, 1977 und 1980 siegte er im Etappenrennen Csepel-Cup.
Takács war viele Jahre lang Mitglied der ungarischen Nationalmannschaft und bestritt fast alle größeren Rundfahrten für Amateure in Europa. 1969 wurde er Zweiter der Jugoslawien-Rundfahrt hinter Joop Zoetemelk.
Insgesamt 24 ungarische Meistertitel in verschiedenen Disziplinen im Straßenradsport konnte er von 1976 bis 1985 gewinnen. Von 1966 bis 1971, 1973 bis 1976 und 1978 gewann er jeweils die Meisterschaft im Einzelzeitfahren. 1968 und 1975 gewann er die Meisterschaft im Straßenrennen. 1973 gewann er die Titel im Mannschaftszeitfahren (wie auch 1974) und im Paarzeitfahren. Den Titel im Bergfahren holte er sich 1980 und 1981. Dazu kam ein Titel im Querfeldeinrennen 1974 sowie ein Titel auf der Bahn in der Einerverfolgung.
Er startete für die Vereine Előre SC (1966–1968) und BKV Előre SC (1969–1985).